# SBB Beamtenbund und Tarifunion Sachsen

Logo des SBB

Der SBB Beamtenbund und Tarifunion Sachsen e.V. (umgangssprachlich: SBB oder Sächsischer Beamtenbund) wurde am 5. April 1991 in Dresden als Landesbund des DBB Beamtenbund und Tarifunion gegründet. Er ist ein Zusammenschluss von Gewerkschaften und Berufsverbänden aus allen Bereichen des öffentlichen Dienstes und der privatisierten Bereiche des öffentlichen Dienstes in Sachsen. Der SBB Beamtenbund und Tarifunion Sachsen ist damit Dachverband für über 39 Mitgliedsgewerkschaften, die im SBB organisiert sind.
Sitz der Geschäftsstelle des SBB ist Dresden. Aktueller Vorsitzender seit 2016 ist Nannette Seidler (DSTG).
Die Vertretung der speziellen Interessen bestimmter Mitgliedergruppen des SBB erfolgt für seine weiblichen Mitglieder durch die SBB Frauen, die seiner jungen Mitglieder durch die SBB Jugend sowie die seiner älteren Mitglieder durch die SBB Senioren.

## Gremien
Der Gewerkschaftstag ist das höchste Organ des SBB. Er tritt alle fünf Jahre zusammen. Er legt vor allem die Grundsätze für die berufspolitische Arbeit fest, stellt Richtlinien für die Haushaltsführung auf und beschließt über Beiträge. Der Gewerkschaftstag entscheidet über Satzungsänderungen und wählt in geheimer Wahl die Landesleitung auf die Dauer von fünf Jahren.
Der Landesvorstand setzt sich aus je einem Vertreter aller im SBB vertretenen Gewerkschaften und Verbände zusammen. Zudem gehören ihm die Landesleitung des SBB sowie die Vorsitzenden der SBB Frauen, der SBB Senioren sowie der SBB Jugend an. Er tritt mindestens zweimal im Jahr zusammen. Er ist zuständig für berufspolitische, rechtliche und soziale Grundsatzfragen. Er befasst sich mit den Belangen der Organisation und der Öffentlichkeitsarbeit und bewilligt den Haushalt. Er beruft Kommissionen ein und entscheidet über die Aufnahme oder den Ausschluss von Mitgliedsorganisationen.
Die Landesleitung besteht aus der/dem SBB-Landesvorsitzenden und fünf Stellvertretern. Einer der Stellvertreter ist mit der Wahl zugleich Vorsitzender der Grundsatzkommission Beamtenrecht, ein zweiter Vorsitzender der Grundsatzkommission Tarifrecht. Die Landesleitung führt die von den anderen Organen gefassten Beschlüsse aus und ist für die sachgerechte Umsetzung verantwortlich.